# Mojanovići
Mojanovići (cyr. Мојановићи) – wieś w Czarnogórze, w gminie Podgorica. W 2011 roku liczyła 2604 mieszkańców.